# Gianni Lamagna
Gianni Lamagna (Napoli, 17 ottobre 1954) è un cantante, attore e musicista italiano.

## Biografia
Nato a Napoli nel 1954, debutta come cantante nel 1972. Dal 1979, per 17 anni, fa parte della compagnia di Roberto De Simone. Nel 1980 è tra i fondatori del gruppo Media Aetas.
Dal 1991 collabora con il compositore e musicista napoletano Antonello Paliotti con il quale ha realizzato diversi progetti. Nel 1996 fonda l'associazione diMUSICAinMUSICA per la diffusione del patrimonio culturale e musicale napoletano e per la scoperta di nuovi talenti emergenti tra i giovani dei progetti speciali per il recupero nelle aree del disagio minorile.
Nel 1997 entra a far parte della Nuova Compagnia di Canto Popolare, partecipando al Festival di Sanremo 1998 con il brano Sotto il velo del cielo. Nel 1999 in collaborazione con l'associazione Misenvm dà vita, e ne è direttore artistico, alla rassegna musicale APERTURE, musica nei luoghi negati. Dal 2003 è l'autore del progetto Racconti e Musiche per i Giorni di Natale, un concerto che evoca la tradizione natalizia napoletana con un occhio alla musica e alle tradizioni di altre culture e dal 2006 è autore e protagonista dell'evento Madri Dolorose, concerto spettacolo per le ore della Passione, evento rituale del Venerdì Santo. Dal 2007, con Liliana de Curtis, realizza il concerto Concerto per un Principe chiamato Totò, omaggio dedicato al principe Antonio De Curtis.
Nel 2009 realizza il concerto di Mare e di Amori nato per la mostra a Villa Pignatelli sulla figura del grande scultore napoletano Vincenzo Gemito. Nel 2010 realizza il concerto dell'Amore e della Luna, con musiche e canzoni dalla tradizione e nuove composizioni. Il 20 giugno 2015 pubblica l'album live Neapolitan Shakespeare - diciassette17 sonetti musicati e tradotti in napoletano. Nell'aprile del 2018 nasce l'idea di un concerto a quattro voci con gli amici di sempre, Lello Giulivo, Anna Spagnuolo, Patrizia Spinosi. Il 6 dicembre 2018 debutta in prima nazionale al teatro Politeama di Chivasso, nello spettacolo intitolato Paese mio - L'Italia che cantava e canta.

## Partecipazioni al Festival di Sanremo
- 1998: Sotto il velo del cielo (Carlo Faiello - Corrado Sfogli) con la Nuova Compagnia di Canto Popolare - 15º posto.

## Discografia
- 1997 - Amate cantate
- 2005 - I Cottrau a Napoli - 18 canzoni dell'800
- 2006 - Le Forme Incantate - La canzone napoletana, le sue espressioni
- 2009 - Ninna Nanna Senza Nome
- 2010 - Concerto per un Principe chiamato Totò
- 2011 - Racconti e Musiche per i Giorni di Natale
- 2012 - Amate Cantate napoletane
- 2015 - Neapolitan Shakespeare - diciassette17 sonetti musicati e tradotti in napoletano
- 2020 - L'Italia che cantava e canta. Paese Mio Bello

### ConMedia AetaseRoberto De Simone
- 1980 - Musik aus Kampanien
- 2006 - Bello cantare (registrato nel 1986)

### Con laNuova Compagnia di Canto Popolare
- 1998 - Pesce d' 'o mare
- 2001 - La voce del grano
- 2005 - Candelora
- 2011 - NCCP live in Munich